# Wilhelmina Douglas Hawley

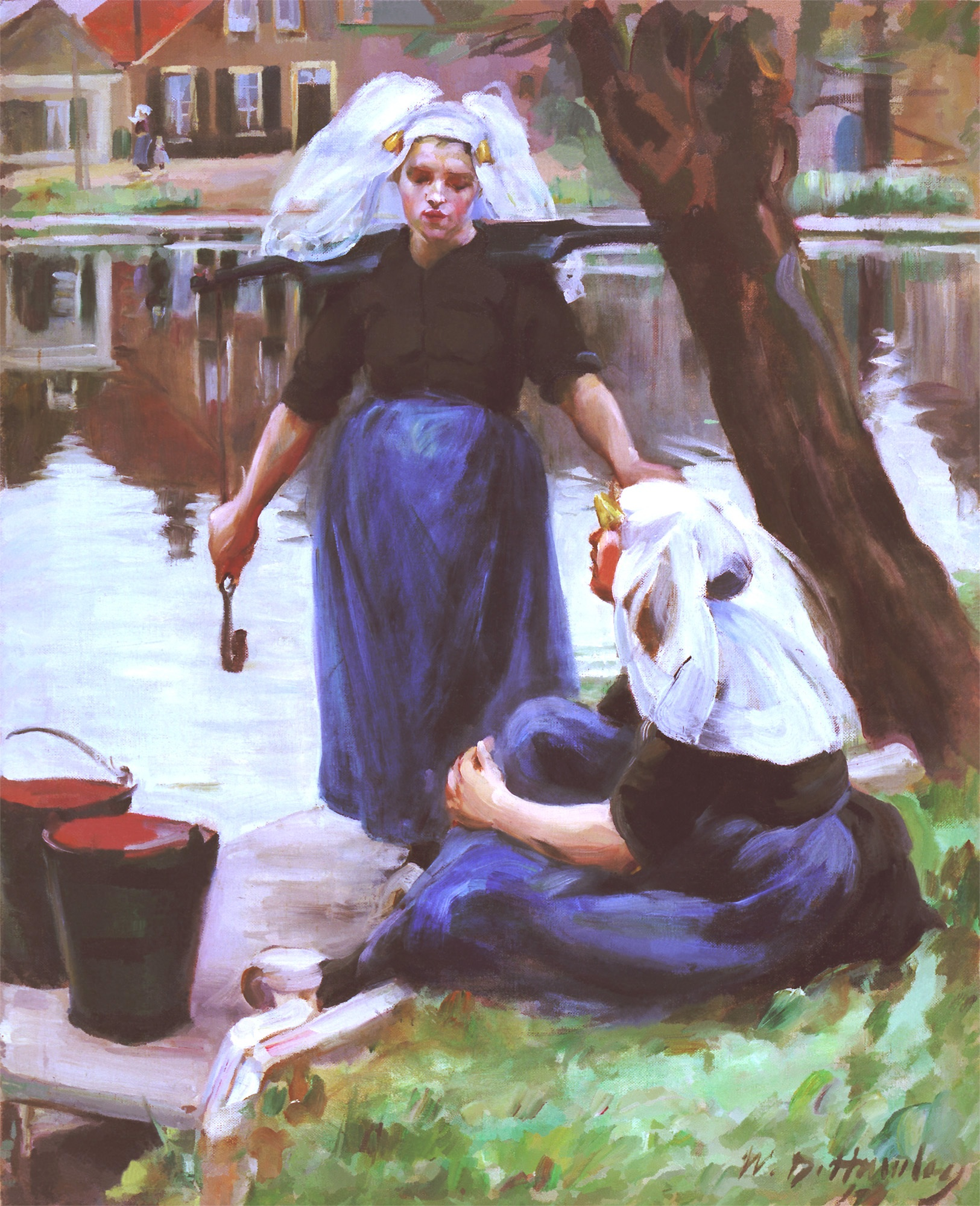
Twee vrouwen

Wilhelmina Douglas Hawley (Perth Amboy, 13 de julio de 1860 - Rijsoord, 8 de febrero de 1958) fue una pintora estadounidense que emigró a los Países Bajos.

## Biografía
Hawley nació en Perth Amboy, Nueva Jersey el 13 de julio de 1860. Estudió en la Cooper Union Women's Art School y en la Art Students League de Nueva York. En 1892 viajó a París donde estudió en la Academia Julian. También viajó a Rijsoord, en los Países Bajos. Allí conoció a Bastiaan de Koning (1868-1954) con quien se casó en 1901. La pareja se instaló en Rijsoord.
Hawley expuso su trabajo en la Academia Nacional de Diseño de Estados Unidos, la Asociación Nacional de Pintoras y Escultoras y el Salón de París. Fue miembro de la Asociación Nacional de Pintoras y Escultoras, la Sociedad de Acuarela de Nueva York y el Club de Arte Femenino de Nueva York Formó parte de la junta de la Art Students League de Nueva York.
Hawley murió el 8 de febrero de 1958 en Rijsoord, Países Bajos.